# Jonge Gouden Uil
De Jonge Gouden Uil was een literaire publieksprijs, uitgereikt door leerlingen van de hoogste twee jaren in het secundair onderwijs (Vlaanderen) en het voortgezet onderwijs (Nederland). Dit samenwerkingsproject voor het Nederlands taalgebied liep van 1996 tot 2000 en is in 2002 opgevolgd door De Inktaap.

## Geschiedenis
Het initiatief kwam van twee leraressen Nederlands in Vlaanderen, Janien Benaets en Chris De Commer, die de Franse Prix Goncourt des Lycéens hadden leren kennen, en voor Nederlandstalige scholieren een gelijkaardig leesbevorderingsproject wilden opzetten. Tijdens het schooljaar 1995-1996 organiseerden ze op hun school in nauwe samenwerking met cultuurminister Luc Martens en zijn kabinetsmedewerker Jooris Van Hulle bij wijze van test de allereerste Jonge Gouden Uil. Deze proefeditie werd in 1996 gewonnen door De blinde passagiers van Jan Brokken.
Ieder jaar koos een jongerenjury uit de voor de Belgische literatuurprijs Gouden Uil genomineerde boeken een boek dat bij hen het best in de smaak viel. De prijs was een initiatief van Vlaamse Gemeenschapsdepartementen van Onderwijs en Cultuur, Stichting Lezen en de Nederlandse Taalunie. In de organisatie van het evenement wisselden het Vlaamse Villanella en het Nederlandse Bulkboek elkaar af.
Het ontwerp van deze literaire jongerenprijs ligt aan de basis van de De Inktaap die van start ging in 2002. In het jureringssysteem en de juryhandleiding is hun methode nog altijd zichtbaar. Sinds schooljaar 2017-2018 vindt deze evenwel enkel plaats in Nederland.  In 2017 probeerde Vlaanderen met De Inktvinger! nog snel een nieuw project op poten te zetten, maar mocht slechts één schooljaar duren.

## Winnaars
- 1997: Iep!, Joke van Leeuwen
- 1998: Mariken, Peter van Gestel
- 1999: Vos en Haas, Sylvia Vanden Heede
- 2000: Voor altijd samen, amen, Guus Kuijer